# Шарлот Мотор Спийдуей
Шарлот Мотор Спийдуей (на английски: Charlotte Motor Speedway) е състезателна писта разположена в Конкорд, щата Северна Каролина, САЩ.

## Характеристики
- Открита през: 1960 г.
- Площ на съоръжението: 2000 акра ~ 8000 декара
- Изграждането на пистата струва: 1 250 000 долара, равняващо се ~ на 10 500 000 към 2020 г. след инфлацията
- Архитекти: Брутон Смит и Къртис Търнър
- Конфигурации: 5
- Конфигурация на днешното състезание: Ровал, идва от съкръщанието Road course and oval
- Дължина: 3,67 km
- Завои: 17
- Наклон на овалите: 24°
- Наклон на правите: 5°
- Дължина на правата 17 – 1: ~270 m
- Дължина на правата 10 – 11: ~550 m

## Любопитни факти
- Пред 1992 година е инсталирано специално осветление на стойност 1 700 000 долара. Системата е разработена от MUSCO Lighting и включва осветителни тела с огледала. По този начин е постигнато максимална симулация на дневната светлина и лимитиране на сенките. Така Шарлот Мотор Спийдуей се превръща в първото трасе в САЩ, което може да приема нощни, автомобилни състезания.
- Съоръжението се използва средно около 300 дни в годината.
- През 2011 на трасето са инсталирани огромни LED видео стени излъчващи в резолюция 720p. Основния екран е с размери 61 x 24 метра, това го прави най-големия екран в целия свят ~ 1486 кв. м площ с тегло от близо 75 тона, включващи над 9 милиона лед диода.
- Ако можем да сравним съоръжението и по-специално седящите места с футболни стадиони това би било 25-ия най-голям стадион в света. С повече седящи места от стадиони като Сантиаго Бернабел (Реал Мадрид), Алианц Арена (Байерн Мюнхен), и всички стадиони в Англия където футбола е религия.